# Campeonato de Fútbol Femenino de Primera División A 2016-17 (Argentina)
El Torneo 2016-17 fue el trigésimo noveno de la Primera División del Fútbol Femenino de Argentina. Estuvo organizado por la Asociación del Fútbol Argentino (AFA).

## Ascensos y descensos
| Pos. | Equipos ascendidos de la segunda división 2016 |
| ---- | ---------------------------------------------- |
| 1.°  | Villa San Carlos                               |
| 2.°  | El Porvenir                                    |
| 3.º  | Atlanta                                        |

| Pos. | Equipos descendidos en la temporada 2016 |
| ---- | ---------------------------------------- |
| 10.º | Puerto Nuevo                             |

De esta manera, el número de participantes aumentó a 12.

## Equipos participantes
| Equipo           | Ciudad        |
| ---------------- | ------------- |
| Atlanta          | Buenos Aires  |
| Boca Juniors     | Buenos Aires  |
| El Porvenir      | Gerli         |
| Estudiantes      | La Plata      |
| Huracán          | Buenos Aires  |
| Independiente    | Avellaneda    |
| Platense         | Vicente López |
| River Plate      | Buenos Aires  |
| San Lorenzo      | Buenos Aires  |
| UAI Urquiza      | San Martín    |
| UBA              | Buenos Aires  |
| Villa San Carlos | Berisso       |

### Distribución geográfica de los equipos
| Región                 | Cant. | Equipos                                                        |
| ---------------------- | ----- | -------------------------------------------------------------- |
| Ciudad de Buenos Aires | 6     | Atlanta, Boca Juniors, Huracán, River Plate, San Lorenzo y UBA |
| Conurbano bonaerense   | 4     | El Porvenir, Independiente, Platense y UAI Urquiza             |
| Gran La Plata          | 2     | Estudiantes y Villa San Carlos                                 |

## Tabla de posiciones
| Pos. | Equipo           | Pts. | PJ | PG | PE | PP | GF  | GC  | Dif. |
| ---- | ---------------- | ---- | -- | -- | -- | -- | --- | --- | ---- |
| 01.º | River Plate      | 61   | 22 | 20 | 1  | 1  | 95  | 7   | 88   |
| 02.º | Boca Juniors     | 60   | 22 | 19 | 3  | 0  | 108 | 7   | 101  |
| 03.º | UAI Urquiza      | 55   | 22 | 18 | 1  | 3  | 128 | 13  | 115  |
| 04.º | San Lorenzo      | 47   | 22 | 15 | 2  | 5  | 55  | 23  | 32   |
| 05.º | Villa San Carlos | 34   | 22 | 11 | 1  | 10 | 37  | 49  | −12  |
| 06.º | Estudiantes (LP) | 26   | 22 | 7  | 5  | 10 | 25  | 41  | −16  |
| 07.º | Platense         | 26   | 22 | 8  | 2  | 12 | 34  | 63  | −29  |
| 08.º | Huracán          | 26   | 22 | 8  | 2  | 12 | 19  | 58  | −39  |
| 09.º | UBA              | 20   | 22 | 6  | 2  | 14 | 24  | 48  | −24  |
| 10.º | Atlanta          | 16   | 22 | 4  | 4  | 14 | 10  | 40  | −30  |
| 11.º | El Porvenir      | 8    | 22 | 2  | 2  | 18 | 19  | 121 | −102 |
| 12.º | Independiente    | 4    | 22 | 1  | 1  | 20 | 9   | 93  | −84  |

|  | Campeón y clasificó a la Copa Libertadores Femenina 2018 |
|  | Descendido a la Segunda División.                        |

Fuentes: RSSSF y Solo Fútbol Femenino